# Jón Páll Sigmarsson
Jón Páll Sigmarsson (ur. 28 kwietnia 1960 w Sólvangi, zm. 16 stycznia 1993 w Reykjavíku) – islandzki sztangista, trójboista siłowy, kulturysta, zawodnik Highland games i strongman.
Najlepszy islandzki strongman w historii tego sportu. Mistrz Islandii Strongman w latach 1985, 1987, 1990, 1991 i 1992. Mistrz Europy Strongman w latach 1985 i 1986. Mistrz Świata Strongman w latach 1984, 1986, 1988 i 1990.

## Życiorys
Jón Páll Sigmarsson wychowywał się w okolicach Breiðafjörður (największego islandzkiego fiordu), w zachodniej Islandii. Później rodzina przeprowadziła się do Reykjavíku. Wcześnie zaczął zajmować się sportem, a w 1975 roku zaczął podnosić ciężary, które okazały się jego najlepszym sportowym wyborem.
W 1978 r. zaczął uprawiać trójbój siłowy. Zadebiutował jako siłacz w 1982 r. W 1991 i 1992 r. doświadczył poważnych kontuzji, które spowodowały przerwy w zawodach.
Jego słynne powiedzenie brzmiało: "Nie ma sensu życie, jeśli nie możesz uprawiać Martwego ciągu". Tragiczna ironia losu sprawiła, że Jón Páll Sigmarsson umarł na atak serca w wieku trzydziestu dwóch lat, w swojej siłowni, właśnie w trakcie wykonywania martwego ciągu. Wiedział, że miał w swojej rodzinie poważne kłopoty z sercem i obawiał się tej słabości.
Wziął udział ośmiokrotnie w indywidualnych Mistrzostwach Europy Strongman.
Klasyfikacja w indywidualnych Mistrzostwach Europy Strongman:
| Rok     | 1983 | 1985 | 1986 | 1987 | 1988 | 1989 | 1990 | 1992 |
| ------- | ---- | ---- | ---- | ---- | ---- | ---- | ---- | ---- |
| Pozycja |      |      |      |      |      |      | 4.   | 4.   |

## Mistrzostwa Świata Strongman
Jón Páll Sigmarsson wziął udział siedmiokrotnie w indywidualnych Mistrzostwach Świata Strongman, w latach 1983, 1984, 1985, 1986, (w 1987 r. nie rozgrywano mistrzostw) 1988, 1989 i 1990. Siedmiokrotnie stawał na podium tych zawodów. W sumie czterokrotnie zdobył mistrzostwo świata w latach 1984, 1986, 1988 i 1990. Oprócz niego tak wysoki wynik osiągnął tylko Magnús Ver Magnússon oraz Žydrūnas Savickas, a lepszy w historii całych zawodów jedynie Mariusz Pudzianowski.
Klasyfikacja w indywidualnych Mistrzostwach Świata Strongman:
| Rok     | 1983 | 1984 | 1985 | 1986 | 1988 | 1989 | 1990 |
| ------- | ---- | ---- | ---- | ---- | ---- | ---- | ---- |
| Pozycja |      |      |      |      |      |      |      |

Wymiary
- wzrost: 191 cm
- waga: 122-143 kg Trójbój(kat. do 125kg)-WSM 87'
- biceps: 52 cm
- klatka piersiowa: 145 cm

Rekordy życiowe
- wyciskanie: 250 kg
- przysiad: 370 kg
- martwy ciąg: ~380 kg

## Osiągnięcia strongman
- 1982
  - 1. miejsce - Scandinavian Strongest Man
- 1983
  - 3. miejsce - Mistrzostwa Europy Strongman 1983
  - 2. miejsce - Mistrzostwa Świata Strongman 1983
- 1984
  - 1. miejsce - Mistrzostwa Świata Strongman 1984
- 1985
  - 1. miejsce - Mistrzostwa Islandii Strongman
  - 1. miejsce - Mistrzostwa Europy Strongman
  - 2. miejsce - Mistrzostwa Świata Strongman 1985
  - 1. miejsce - Mistrzostwa World Muscle Power
- 1986
  - 1. miejsce - Mistrzostwa Europy Strongman
  - 1. miejsce - Mistrzostwa Świata Strongman 1986
  - 1. miejsce - Mistrzostwa World Muscle Power
- 1987
  - 1. miejsce - Mistrzostwa Islandii Strongman
  - 3. miejsce - Mistrzostwa Europy Strongman 1987
  - 2. miejsce - Mistrzostwa World Muscle Power
  - 1. miejsce - Pure Strength
- 1988
  - 2. miejsce - Mistrzostwa Europy Strongman 1988
  - 1. miejsce - Mistrzostwa Świata Strongman 1988
  - 3. miejsce - Mistrzostwa World Muscle Power
- 1989
  - 3. miejsce - Mistrzostwa Europy Strongman 1989
  - 3. miejsce - Mistrzostwa Świata Strongman 1989
  - 1. miejsce - Mistrzostwa World Muscle Power
- 1990
  - 1. miejsce - Mistrzostwa Islandii Strongman
  - 4. miejsce - Mistrzostwa Europy Strongman 1990
  - 1. miejsce - Mistrzostwa Świata Strongman 1990
  - 1. miejsce - Mistrzostwa World Muscle Power
- 1991
  - 1. miejsce - Mistrzostwa Islandii Strongman
  - 1. miejsce - Mistrzostwa World Muscle Power
- 1992
  - 1. miejsce - Mistrzostwa Islandii Strongman
  - 4. miejsce - Mistrzostwa Europy Strongman 1992
  - 2. miejsce - Mistrzostwa World Muscle Power